# Фирсов (лунный кратер)
Кратер Фирсов (лат. Firsov), не путать с кратером Фирсов на Марсе, — крупный ударный кратер в экваториальной области обратной стороны Луны. Название присвоено в честь советского инженера-ракетостроителя Георгия Фроловича Фирсова (1917—1960) и утверждено Международным астрономическим союзом в 1970 году. Образование кратера относится к раннеимбрийскому периоду.

## Описание кратера

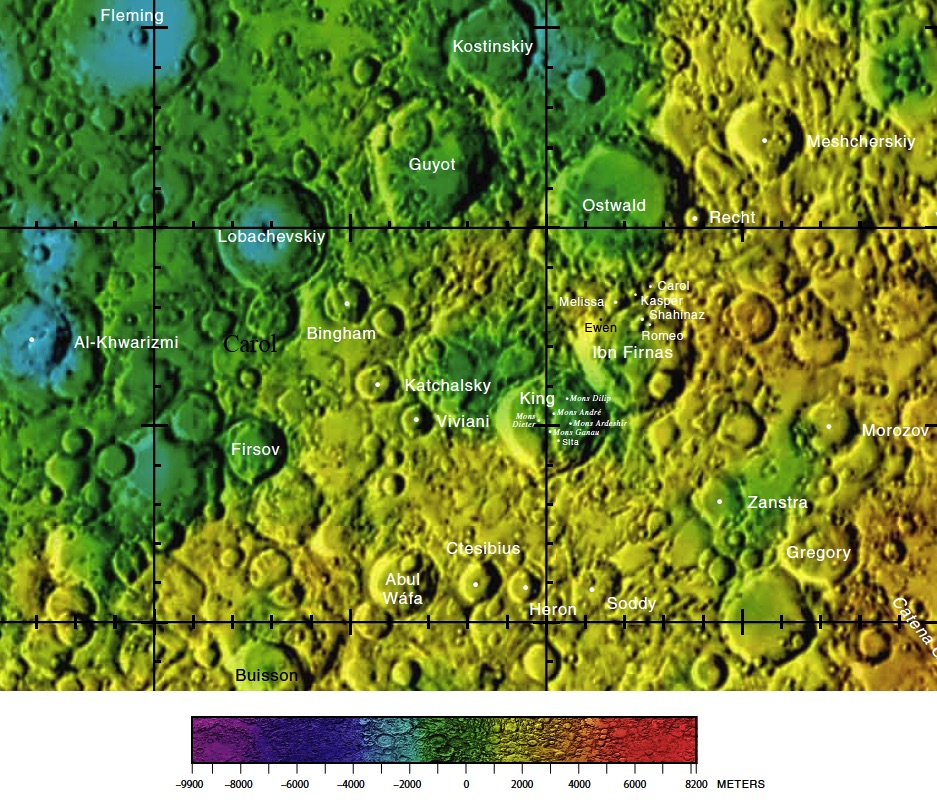
Окрестности кратера Фирсов. Фрагмент карты обратной стороны Луны.

Ближайшими соседями кратера являются кратер Аль-Хорезми на северо-западе; кратер Лобачевский на севере; кратеры Качальский и Вивиани на востоке-северо-востоке; кратер Абу-ль-Вафа на юго-востоке и кратер Бюйссон на юге. Селенографические координаты центра кратера 4°12′ с. ш. 112°42′ в. д. / 4,2° с. ш. 112,7° в. д., диаметр 51 км, глубина 2,4 км
Кратер Фирсов имеет полигональную форму и умеренно разрушен. Вал несколько сглажен, но практически не отмечен кратерами. Внутренний склон вала с остатками террасовидной структуры и осыпями пород у подножия. Высота вала над окружающей местностью достигает 1130 м, объём кратера составляет приблизительно 2100 км³. Дно чаши сравнительно ровное, без приметных структур.
На востоке от кратера Фирсов, в чаше крупного безымянного кратера, находится структура с высоким альбедо, аналогичная Рейнер Гамма и структурам в Море Краевом.

## Сателлитные кратеры
| Фирсов | Координаты                                            | Диаметр, км |
| ------ | ----------------------------------------------------- | ----------- |
| K      | 2°45′ с. ш. 113°31′ в. д. / 2,75° с. ш. 113,51° в. д. | 57,8        |
| P      | 2°38′ с. ш. 111°37′ в. д. / 2,63° с. ш. 111,61° в. д. | 15,3        |
| Q      | 1°59′ с. ш. 110°29′ в. д. / 1,99° с. ш. 110,49° в. д. | 23,2        |
| S      | 3°20′ с. ш. 110°16′ в. д. / 3,34° с. ш. 110,27° в. д. | 104,2       |
| T      | 4°00′ с. ш. 109°11′ в. д. / 4° с. ш. 109,19° в. д.    | 26,8        |
| V      | 5°00′ с. ш. 111°12′ в. д. / 5° с. ш. 111,2° в. д.     | 41,0        |

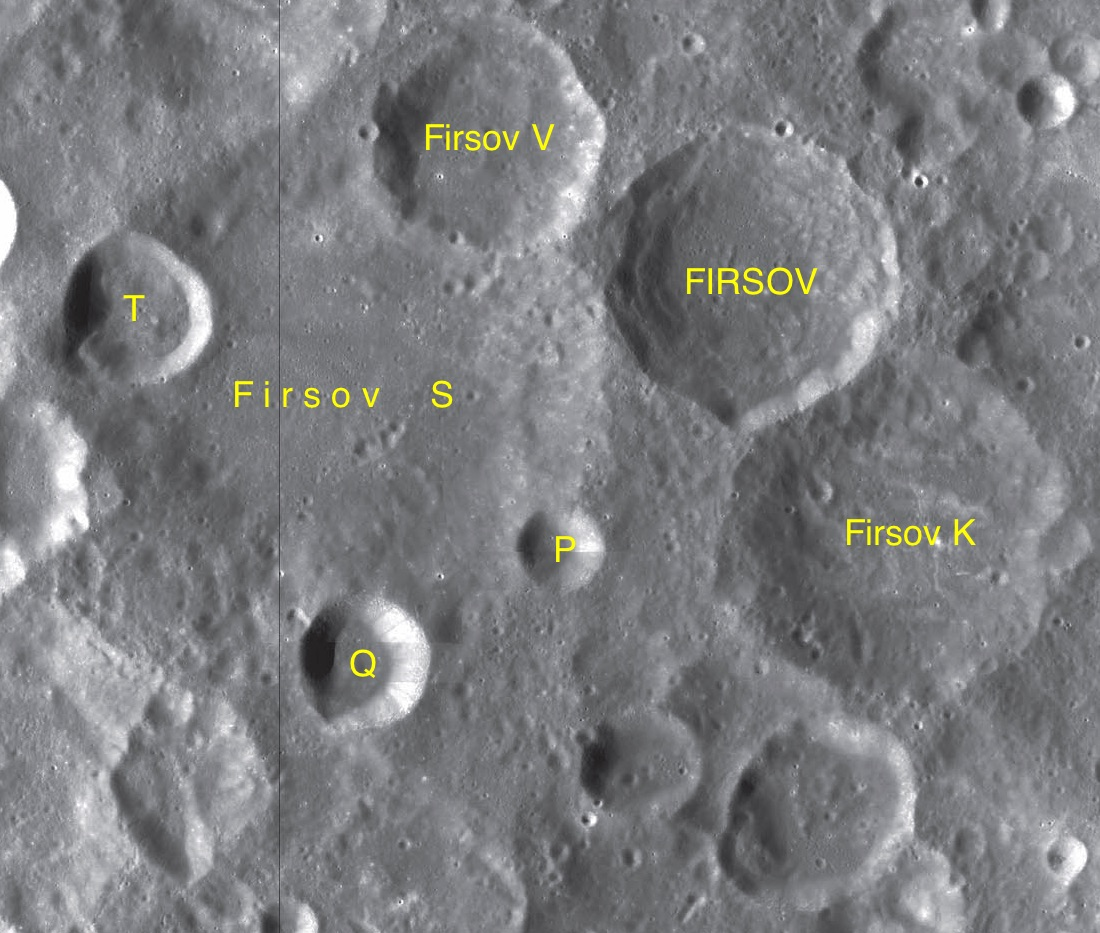
Фрагменты карт LAC-64, LAC-65.

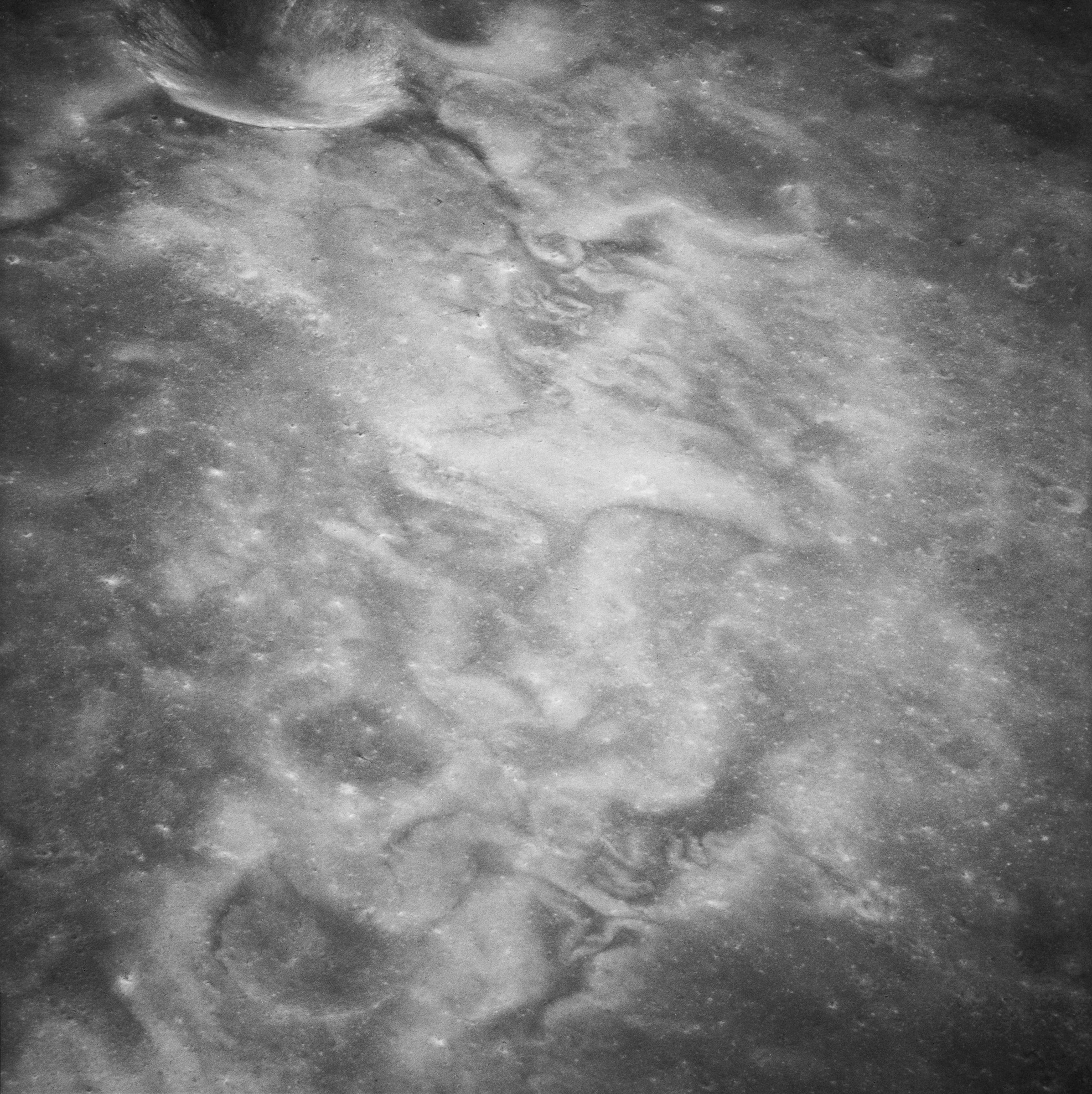
Структура с высоким альбедо на востоке от кратера Фирсов.

- Образование сателлитного кратера Фирсов S относится к донектарскому периоду[1].
- Образование сателлитного кратера Фирсов V относится к нектарскому периоду[1].

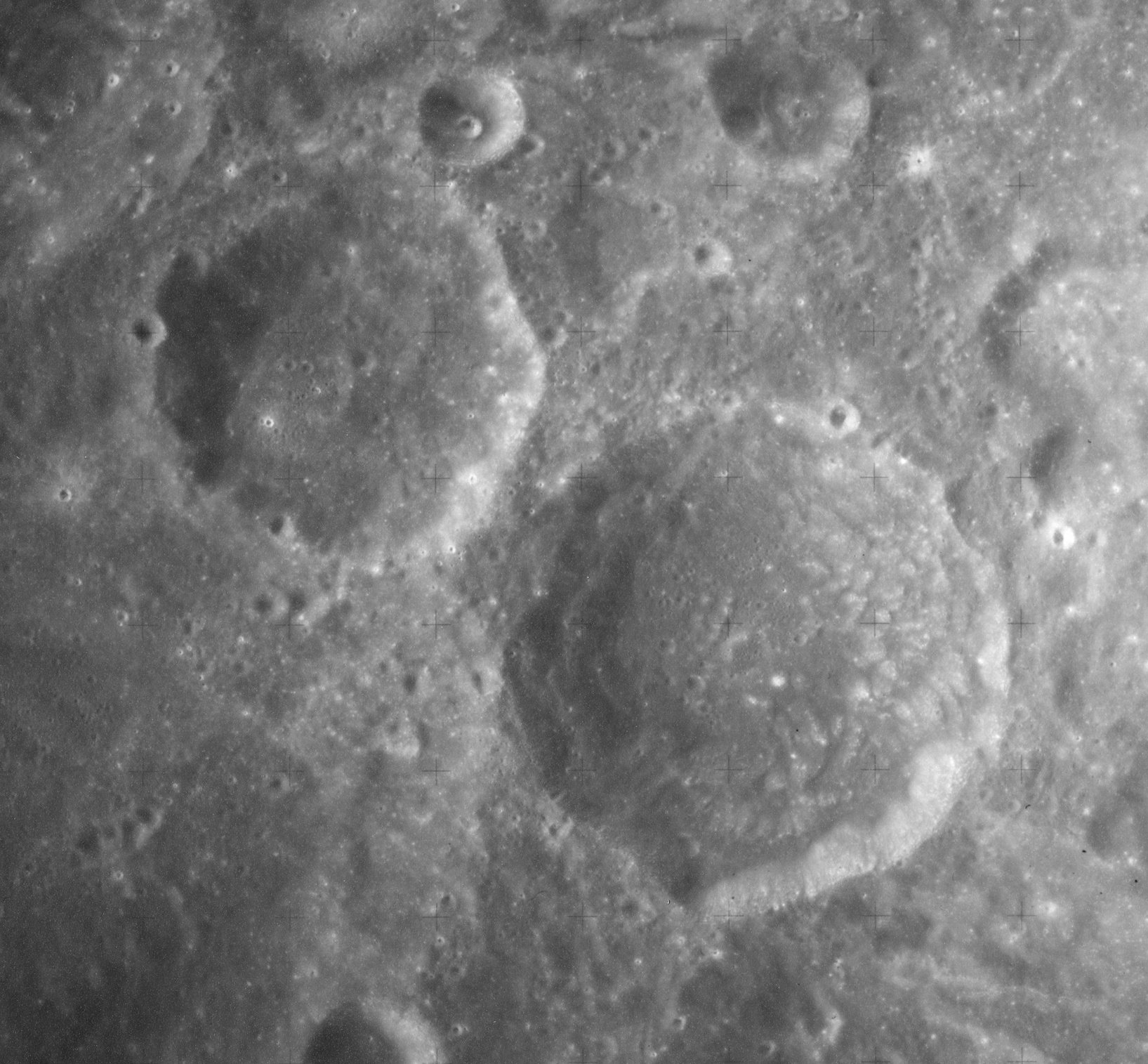
Кратер Фирсов (справа) и сателлитный кратер Фирсов V. Снимок с борта Аполлона-16.
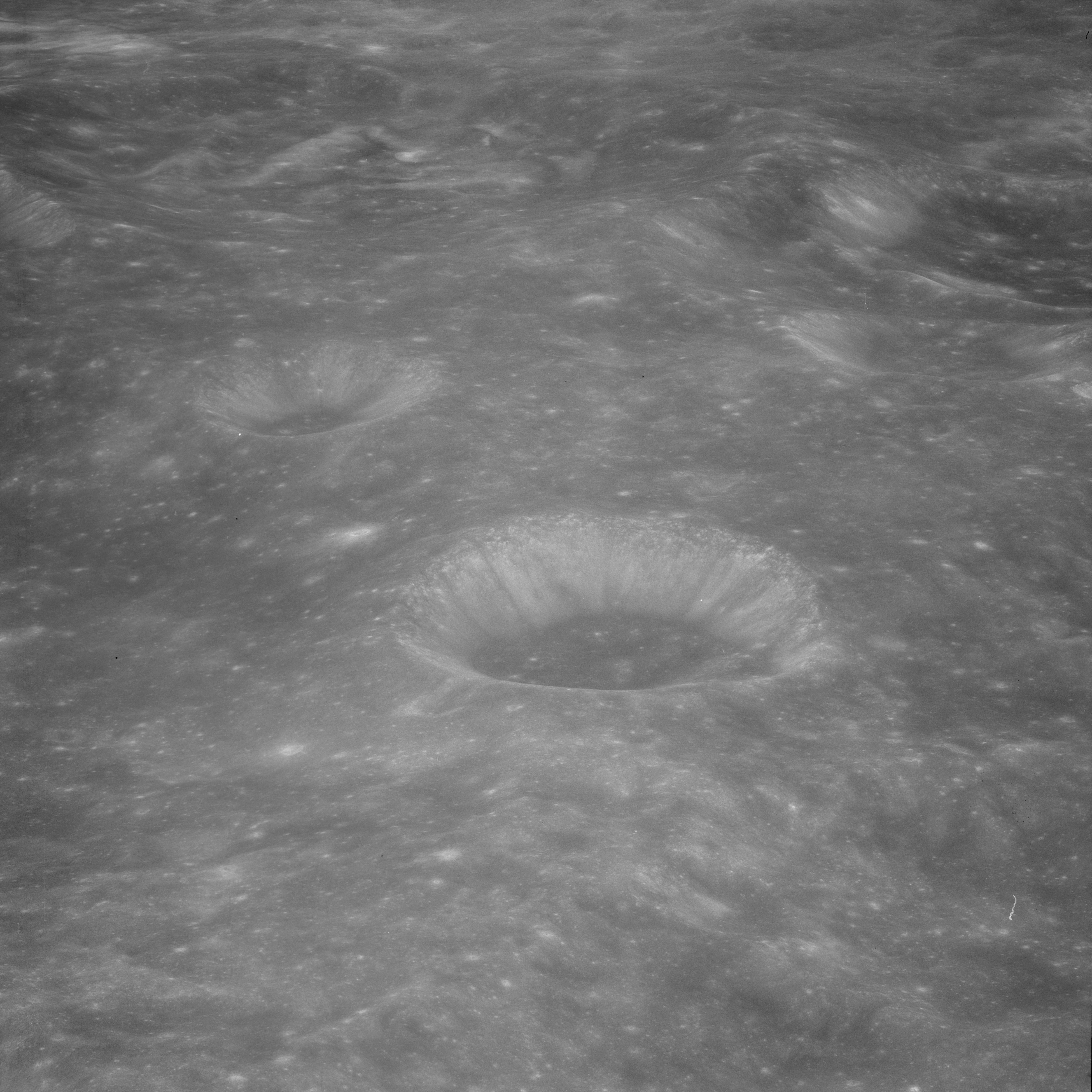
Сателлитный кратер Фирсов Q. Снимок с борта Аполлона-11.

## См.также
- Список кратеров на Луне
- Лунный кратер
- Морфологический каталог кратеров Луны
- Планетная номенклатура
- Селенография
- Минералогия Луны
- Геология Луны
- Поздняя тяжёлая бомбардировка